# Политичко убјеђивање
Политичко убјеђивање или политичко персуазивна делатност чини скуп сложених и трајнијих комуникацијских процеса који се предузимају са циљем да се људи увере у исправност, корисност, прихватљивост и сл. одређених политичких садржаја и директно је усмјерена на ставовску структуру појединца, на однос који (траба да) имају према одређеном политичком објекту. При томе, она циља на сва три елемента структуре става: на националну, сазнајну компоненту, на вриједносну, односно емотивно-афективну и, најзад, на мотивацију, односно вољну или акциону компоненту.
Готово да не постоји људска комуникација без елемената убјеђивања. Не само васпитање и образовање, већ и саопштавање чињеница или научних истина, односно информисање, носе са собом име да (стручна или шира) публика прихвати њихову истинитост и корисност и да се у одговарајућим *ситуацијама понаша у складу са њима. Ипак, разлика између науке или инфоримисања, с једне, и персуазивне дјелатности, са друге стране, јесте у томе што наука или информисање немају за превасходни циљ да увјере људе него да и омогући да сазнају стварност, па је увјеравање других у оквиру научне ил информативне дјелатности нус-продукт намере да други сазнају. Са друге стране, без обзира што се увјерљивим активностима консте бројни информативни и сазнајни елементи, њихова основна функција није у томе да људе обавјести и да им омогући да нешто сазнају, већ да их увјери у нешто и да их покрене у акцију. Зато се информативни, сазнајни елементи у персуазивној дјелтаности користе инструментално колико доприноси само онда када и оно што се тиче онога што се дешава.

## Политичка персуазија
Може бити:
- спонтана
- организована[1]